# Żelimucha
Żelimucha [ʐɛliˈmuxa] (trước đây Đức Buchhorst) là một ngôi làng ở quận hành chính của Gmina Bialogard, trong bialogard County, Zachodniopomorskie, ở tây bắc Ba Lan. Nó nằm khoảng 8 kilômét (5 mi) phía bắc Białogard và 117 km (73 mi) về phía đông bắc của thủ đô khu vực Szczecin.
Trước năm 1945, khu vực này là một phần của Đức. Đối với lịch sử của khu vực, xem Lịch sử của Pomerania.